# Paul Bunyan (opéra)
Pour les articles homonymes, voir Paul Bunyan et Bunyan.

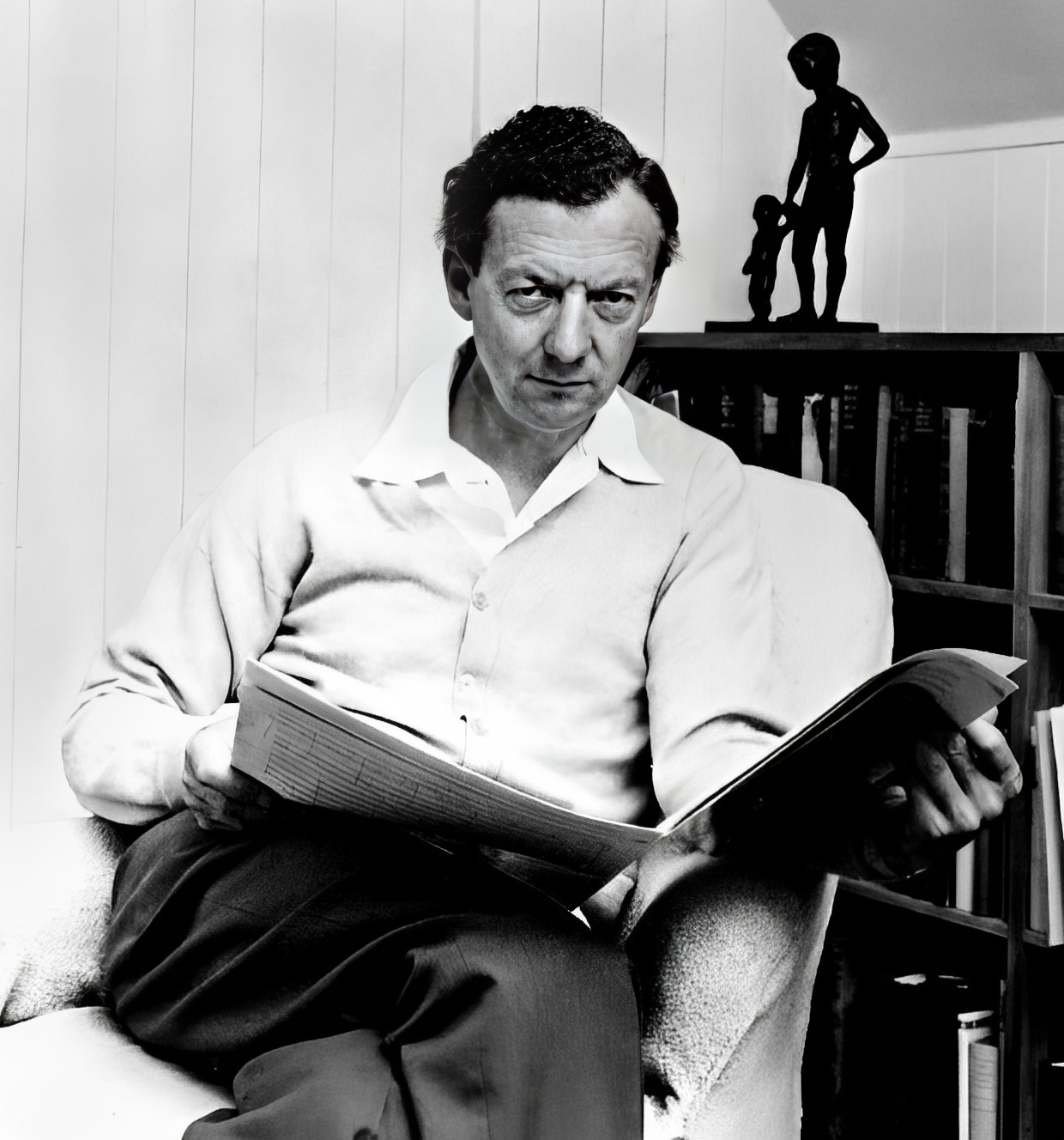
Benjamin Britten en 1968.

Paul Bunyan est la première œuvre lyrique du compositeur anglais Benjamin Britten. Conçue comme une « opérette chorale » pour étudiants, elle constitue la collaboration majeure du compositeur avec l'écrivain W. H. Auden. Le sujet s'inspire du personnage légendaire du folklore américain.
En raison des critiques lors de sa création à l'Université Columbia de New York le 5 mai 1941, Britten abandonne l’œuvre jusqu'en 1974-75 où il y apporte quelques révisions. Recréée le 4 juin 1976 au Snape Maltings Concert Hall (Suffolk), elle fait depuis lors à nouveau partie du répertoire du compositeur.